# بابيليو مورندافانا
فراشة بابيليو مورندافانا، أو فراشة إمبراطورية مدغشقرية ذات الذيل الخطافي، وهي أحد أنواع عائلة بابيليونيدي. تتواجد الفراشة في الأماكن الغابية لذا تعتبر مدغشقر مكان استيطانها.

## الوصف الأول

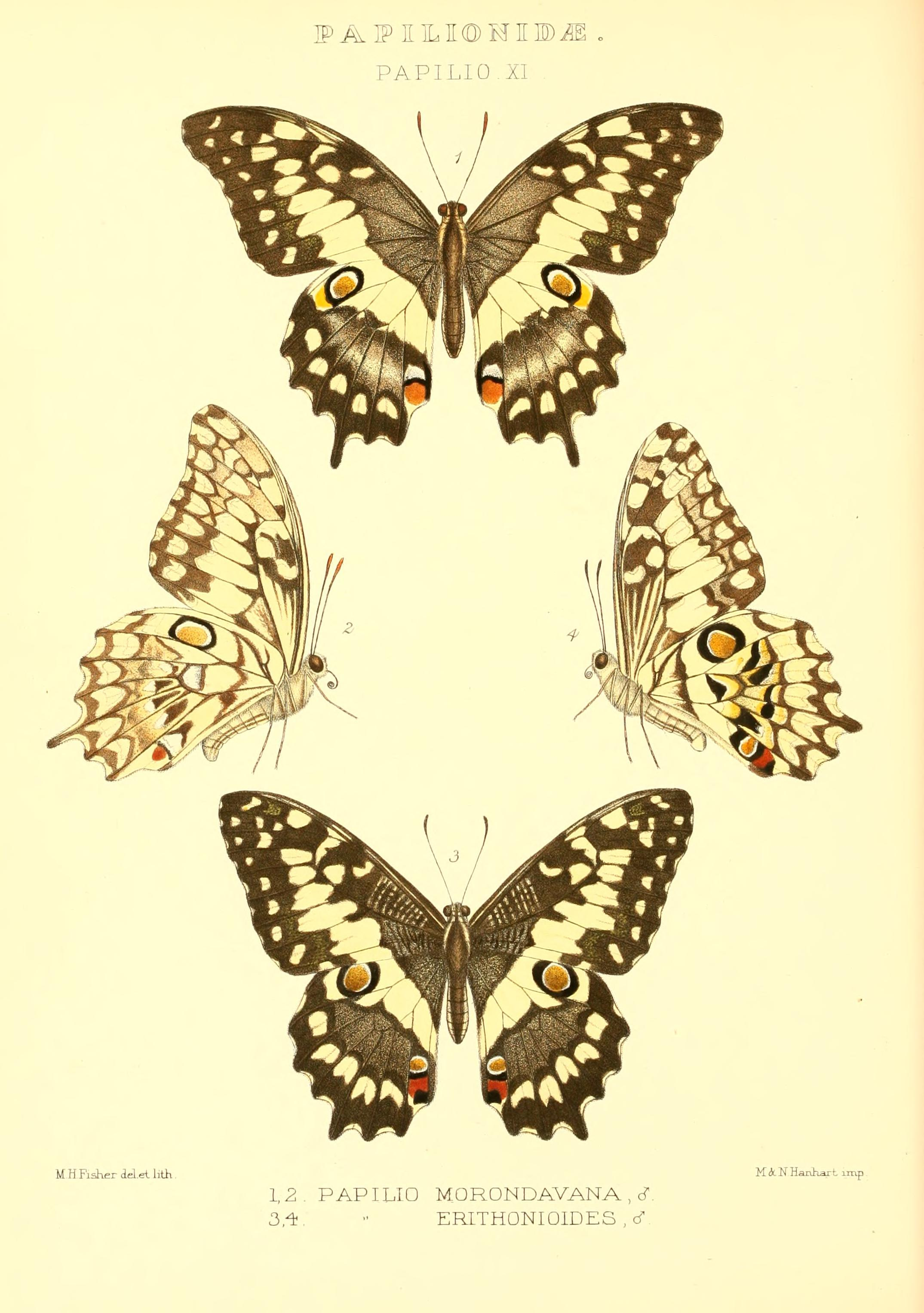
صورة توضيحية لـ فراشتي بابيليو مورندافانا، وبابيليو إريثونيويدس.

يبلغ طول الذكر 4 و 3/8 بوصة، والأنثى 4 و 3/4 بوصة.
تترتب الأجنحة الأمامية لذكر بابيليو مورندافانا كما في بابيليو إريثونيويدس، لكن عند الثلث القاعدي تظهر الحراشف الكثيفة المصفرة بدلًا من البقع الصغيرة أو الخطوط المرتبة بلون واحد في صفوف متوازية كما في بابيليو إريثونيويدس. تتميز الأجنحة الخلفية و الشريط المصفر تحت القاعدي في مورندافانا بكونهما أعرض من أجنحة إريثونيويدس الخلفية، وعلى الهامش الظهري يمتد الشريط الأصفر بشكل أوسع حول العين شبه القمية، ويكون الجزء الخارجي من الشريط بين الأعصاب الظهرانية والقاعدية الظهرانية أصفرًا برتقاليًا لامعًا؛ أما البقع في الصف تحت الهامشي فهي صغيرة وأقل هلالية في الخارج، وتغيب البقعة السوداء في النهاية السفلية للبقعة الشرجية البنية في إريثونيويدس، وتتصف البقعة البنية من بابيليو مورندافانا بأنها أكثر استدارة وأفتح تباينًا، ويمتلئ الفراغ الواقع بين الصف تحت الهامشي والشريط بالحراشف المصفرة. لا يختلف الجانب السفلي للفراشة عن بابيليو إريثونيويدس إلا بكونه أفتح. وفي الأجنحة الأمامية تظهر الأعمدة الطولية المصفرة عند القاعدة وهي أكثر اندماجًا وأقل استطالة مما هي عليه في بابيليو إريثونيويدس. يظهر الفراغ بشكل مشابه للجزء العلوي وهو مليئ بالحراشف المصفرة في بابيليو مورندافانا، ويقع بين نهاية الخلية والبقعة الثالثة في صف البقع القرصية، وهو بالمقابل غائبًا في بابيليو إريثونيويدس. تظهر العلامات الداكنة بشكل أقل وضوحًا على الأجنحة الخلفية، وتستطيل العين شبه القمرية وتميل للشكل البيضاوي، كما وتحاط بخط أسود أضيق مما هو عليه في فراشة بابيليو إريثونيويدس: يوجد صف غير منتظم من العلامات المثلثة السوداء (العلامتان العلوية على شكل أسهم) محاطة ببقع بيضاء مزرقة فضية غير واضحة المعالم، وتقع على القرص في الفراغات بين الأعصاب (العصيبة)، ومحيط الجزء الخارجي من الخلية. تتشكل البقع تحت الهامشية بصورة أكثر مخروطية، وأقرب إلى الهامش، وتظهر الهلالات الهامشية بشكل أضيق وأكثر استطالة، وتتواجد تلك البقع على كل جانب من الذيل وتمتد لأسفل حتى نهايته تقريبًا. أما شكل البقعة الشرجية البنية في الأجنحة الخلفية فهي حادة مثلثية الشكل، مع شكل القمة لأسفل، بدلاً من أن تكون رباعية الزوايا مع شريط أسود في الأسفل. يتميز الفراغ فوق البقعة البنية بلون أبيض مزرق فضي. وبالنسبة لقرون الاستشعار وفي كلا الجنسين فهي حمراء، وهي كذلك في إناث بابيليو إريثونيويدس؛ لكن قرون الاستشعار في ذكور الأخير، وفي كلا الجنسين من بابيليو ديموليوس سوداء.
تشبه أنثى بابيليو مورندافانا في الوصف الذكر إلا أنها أضخم.
جاء في نقاش موطنه ماهابو، نهر ماروندافا، جنوب غرب مدغشقر بحضور كل من هنلي جروس سميث والسيد والتر روتشيلد، وحول وصف قدمه لينيوس عن بابيليو ديموليوس وبابيليو إريثونيويدس، جروس سميث؛ (في توضيح لأوجه الترابط حسب التصنيف البيولوجي بين بابيليو مورندافانا، وكل من ديموليوس وإريثونيويدس) لكن الأجنحة الأمامية أضيق، أكثر انحناءًا على الهامش الظهري، وأكثر تقعرًا على الهامش الخارجي. أما الأجنحة الخلفية فلها ذيل بطول 3/4 بوصة في كلا الجنسين. إنه لأمر يستدعي الحديث أن تتم رؤية أنواع متباينة من الفراشات في مدغشقر، منها النوعين البارزين من بابيليو ديموليوس المنتشرة على نطاق واسع، ولكنها نادرة التواجد في المنطقة. تمت مشاهدة بابيليو مورندافانا في الموقع المذكور أعلاه فقط (مدغشقر)، بينما وجدت بابيليو إريثونيويدس في كل موقع زاره السيد لاست في رحلته تقريبًا وذلك من أسفل الساحل الغربي وحتى إلى جنوب سالارف.